# Robert Geischläger
Robert Geischläger (* 6. Mai 1919 in Wien; † 19. August 2014 ebenda) war ein österreichischer Politiker (ÖVP), Rechtskonsulent und Rechtsanwalt. Er war von 1968 bis 1970 Abgeordneter zum Österreichischen Nationalrat.
Geischläger wuchs in Wien-Hietzing auf und studierte nach der Matura ab 1937, unterbrochen durch seinen Dienst in der deutschen Wehrmacht Rechtswissenschaften an der Universität Wien und promovierte 1947 zum Doktor. Zudem studierte er an der Technischen Hochschule Wien und legte 1961 die Rechtsanwaltsprüfung ab. Beruflich war Geischläger als wissenschaftlicher Mitarbeiter an der Lehrkanzel für Völkerrecht und Rechtsphilosophie tätig, zudem war er Rechtskonsulent des Verbandes der Wiener Lichtspieltheaterunternehmer. Er wirkte politisch als Bezirksrat im Wiener Gemeindebezirk Mariahilf und vertrat die ÖVP zwischen dem 22. Jänner 1968 und dem 31. März 1970 im Österreichischen Nationalrat.
Seit 1937 war er Mitglied der katholischen Studentenverbindung KaV Norica Wien im ÖCV.